# Wanzi (ort i Kina, Shaanxi, lat 34,57, long 109,00)
Wanzi (kinesiska: 湾子乡) är en ort i Kina. Den ligger i provinsen Shaanxi, i den nordvästra delen av landet, omkring 35 kilometer norr om provinshuvudstaden Xi'an. Antalet invånare är 15 087. Befolkningen består av 7 417 kvinnor och 7 670 män. Barn under 15 år utgör 14,0 %, vuxna 15-64 år 76 %, och äldre över 65 år 9,0 %.
Runt Wanzi är det tätbefolkat, med 790 invånare per kvadratkilometer. Närmaste större samhälle är Jinggan, 15,4 km väster om Wanzi. Trakten runt Wanzi består till största delen av jordbruksmark.
Genomsnittlig årsnederbörd är 640 millimeter. Den regnigaste månaden är juli, med i genomsnitt 138 mm nederbörd, och den torraste är december, med 1 mm nederbörd.